# گروه روور

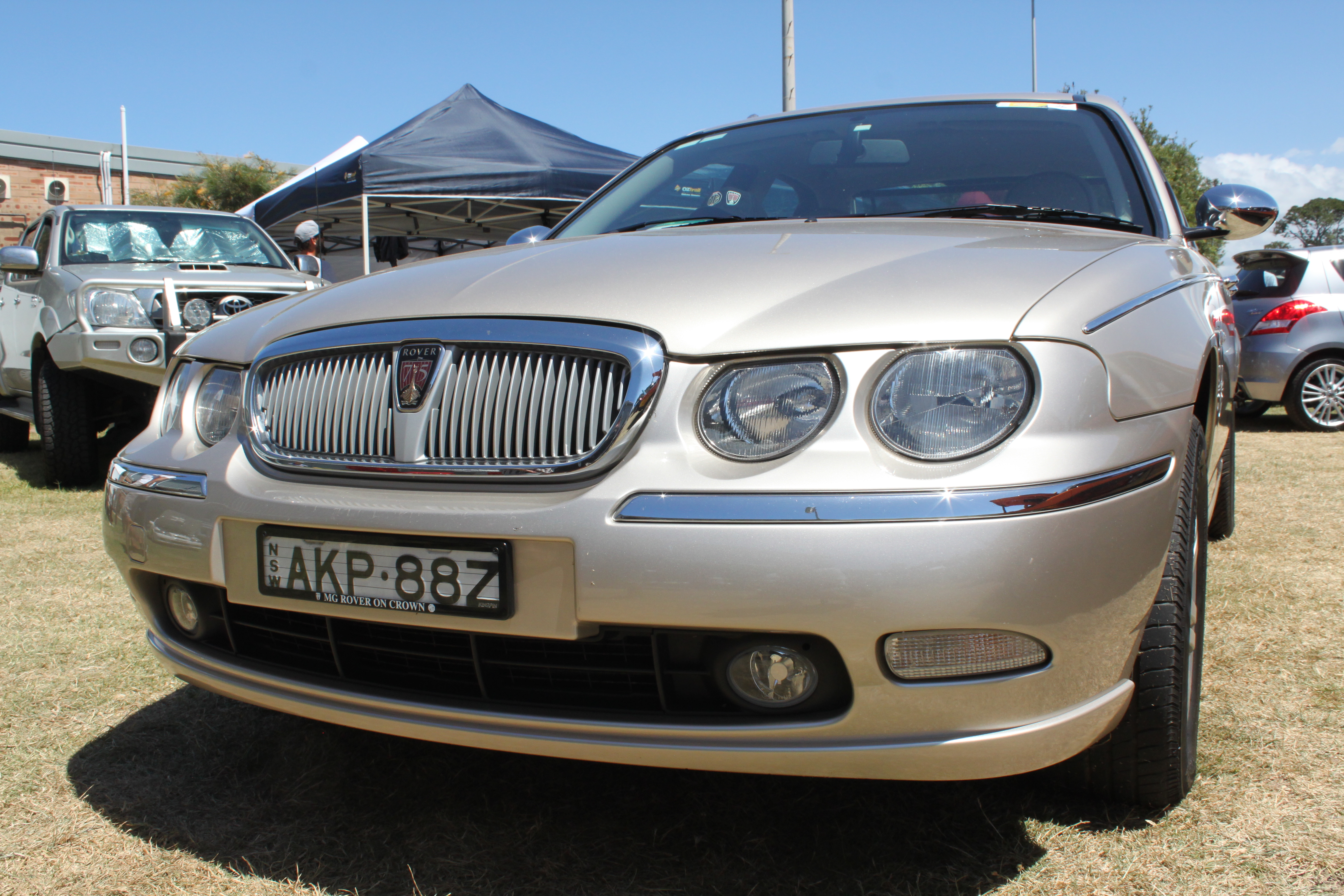
محصول شرکت خودروسازی بریتانیایی

گروه روور (انگلیسی: Rover Group) شرکت خودروسازی بریتانیایی بود، که در سال ۱۹۸۶ تأسیس (قبل از آن لیلاند موتورز نام داشت) و در سال ۲۰۰۶ نیز منحل شد.